# トルチェスク
トルチェスク（ロシア語: Торческ）はキエフ・ルーシ期のポロシエに存在した都市である。ポロシエに居住するチョールヌィ・クロブキの中心的都市であった。

## 歴史
トルチェスクはオグズの集落のあった地域に、11世紀にキエフ大公が遊牧民に分与した街である。キエフ大公国政権はトルチェスクの防衛設備を強化し、守備隊を配置していた。トルチェスクはポロヴェツ族に対する重要な前哨としての役割を担っていた。
史料上に言及されるのは1093年以降であり、それはポロヴェツ族のルーシの地への侵入の始まりを示している。トルチェスクがポロヴェツ族の攻撃を受けた場合、援軍要請がキーウに発せられたが、援軍が到達せずに陥落し、住民が捕虜となることもあった。
1161年にはルーシの公リューリク（後オーヴルチ公、キエフ大公）の所領となった。
12世紀末から13世紀初頭にかけては、トルチェスクに関する言及は一時途切れるが、依然ルーシの都市であり続けた。たとえば1169年に、ルーシの公ミハイル（後ウラジーミル大公、キエフ大公）がトルチェスクを受領している。また、1227年にガーリチ公位を失ったムスチスラフが、トルチェスクを足がかりとして再起を図ったが、翌年に死亡している。なお年代記の1231年の頁には、ガーリチ公ダニールがトルチェスクを得たと記される一方、ムスチスラフの記念碑では、トルチェスクはムスチスラフの子が獲得したと記されている。いずれにせよ、1232年に、トルチェスクを含むポロシエ一帯はダニールの所領となった。
トルチェスクが最後に言及されるのは、1234年の、ルーシ軍とポロヴェツ軍との戦闘(ru)に関する記述においてである。トルチェスクはモンゴルのルーシ侵攻において破壊され、その後復興することはなかった。

## 位置
キーウ州のビーラ・ツェールクヴァから38km東にある広大な（約90ヘクタールの）城址は、トルチェスクとの関係が示唆されている。城址は長さ1400mの防壁と、２つの内城（デティネツ）区域を有している。また、無防備の居住地が付随している。B.ルィバコフ(ru)の調査では、城址はベレンデイ族の都市であり、デティネツはルーシ人地区ではないかという見解が示されている。また、考古学的検証物から、城址は12 -13世紀のものであり、トルチェスクの存在期間との合致が指摘されている。